# Lijst van graven van Dammartin
Dit is een lijst van de graven van Dammartin, een graafschap in het Île-de-France.

## Huis Dammartin-en-Goële
- ???-1037 : Manasses (overleden in 1037), zoon van Hilduin II van Montdidier, heer van Ramerupt.
- 1037-1061 : Odo (overleden in 1061), zoon van de vorige
- 1060-1103 : Hugo I (overleden in 1103), broer van de vorige
- 1103-1106 : Peter (overleden in 1106), zoon van de vorige
- 1106-1112 : Alberic van Mello (overleden in 1112), schoonbroer van de vorige
- 1112-1183 : Alberic II (overleden in 1183), zoon van de vorige
- 1183-1200 : Alberic III (1135-1200), zoon van de vorige
- 1200-1214 : Reinoud (1165-1227), zoon van de vorige, graaf van Dammartin, graaf van Aumale en graaf van Boulogne
- 1214-1259 : Mathilde (1202-1259), gravin van Dammartin, Aumale en Boulogne, koningin-gemalin van Portugal

Na het overlijden van Mathilde werd het graafschap Dammartin toegewezen aan Matheus van Trie, langs moederskant een kleinzoon van Alberic III van Dammartin.

## Huis Trie
- 1262-1272 : Matheus (overleden in 1272), zoon van Jan I, heer van Trie en Mouchy.
- 1272-1302 : Jan I (overleden in 1302), zoon van de vorige
- 1302-1319 : Reinoud II, soms ook Reinoud III genoemd, (overleden in 1319), zoon van de vorige
- 1319-1327 : Reinoud III, soms ook Reinoud IV genoemd, (overleden in 1327), zoon van de vorige
- 1327-1338 : Jan II (overleden in 1338), broer van de vorige
- 1338-1394 : Karel (overleden in 1394), zoon van de vorige
- 1394-???? : Blanche, dochter van de vorige

## Huis Châtillon
- ????-???? : Margaretha van Châtillon, dochter van Jan van Châtillon, graaf van Porcien, en Jacoba van Trie, zus van graaf Karel van Dammartin.

## Huis Fayel
- ????-1420 : Jan van Fayel (overleden in 1420), burggraaf van Breteuil en graf van Dammartin, zoon van Willem van Fayel, burggraaf van Breteuil, en Margaretha van Châtillon.
- 1420-142? : Maria van Fayel, zus van de vorige, huwde met Reinoud van Nanteuil

De Engelsen, die de helft van het noorden van Frankrijk bezetten, confisqueerden in de jaren 1420 het graafschap Dammartin en gaven het aan een Bourgondische edelman, Antoon van Vergy.

## Huis Vergy
- 142?-1436 : Antoon van Vergy (overleden in 1439), zoon van Jan III van Vergy en verre afstammeling van graaf Jan II van Dammartin

## Huis Nanteuil
In 1436 verjoeg koning Karel VII van Frankrijk de Engelsen uit het graafschap Dammartin en gaf hij het terug aan de rechtmatige eigenaren.
- 1436-1439 : Margaretha van Nanteuil, dochter van Reinoud van Nanteuil en Maria van Fayel, huwde in 1439 met Antoon van Chabannes.

## Huis Chabannes
- 1439-1488 : Antoon van Chabannes (1402-1488), echtgenoot van Margaretha van Nanteuil
- 1488-1503 : Jan (overleden in 1503), zoon van de vorige
- 1503-1527 : Antoinette (overleden in 1527), dochter van de vorige, huwde met René van Anjou (1483-1521), baron van Mézières.

## Huis Anjou-Mézières
- 1527-1547 : Françoise van Anjou (overleden in 1547), dochter van de vorige, huwde met Filips van Boulainvilliers (overleden in 1536), graaf van Fauquemberghe

## Huis Boulainvilliers
- 1547-1554 : Filips van Boulainvilliers, zoon van de vorige, verkocht Dammartin in 1554 aan Anne van Montmorency

## Huis Montmorency
- 1554-1567 : Anne van Montmorency (1493-1567), baron en hertog van Montmorency
- 1567-1579 : Frans van Montmorency (1530-1579), zoon van de vorige, hertog van Montmorency
- 1579-1614 : Hendrik I (1534-1614), broer van de vorige, hertog van Montmorency
- 1614-1632 : Hendrik II (1595-1632), zoon van de vorige, hertog van Montmorency

In 1632 confisqueerde koning Lodewijk XIII van Frankrijk de bezittingen van Hendrik II en schonk hij Dammartin aan prins Hendrik II van Bourbon-Condé, gehuwd met een zus van Hendrik II van Montmorency. Het graafschap bleef tot aan de Franse Revolutie in handen van het huis Bourbon-Condé.